# Dzieje (Herodot)
Dzieje (stgr. Ἱστορίαι Historiai, łac. Historiae) – dzieło historyczne Herodota, napisane w dialekcie jońskim. Podział na dziewięć ksiąg, nazwanych imionami muz, jest dziełem gramatyków aleksandryjskich i arbitralnie dzieli tok narracji. Częściowo zostało napisane wkrótce po 450 p.n.e., bowiem w tym czasie za odczytanie pochwały Aten ich mieszkańcy przyznali Herodotowi nagrodę 10 talentów. 
W swym dziele Herodot wokół zasadniczej osi tematycznej walki Wschodu z Zachodem, kulminującej w wojnach grecko-perskich, grupuje wiele cennych ekskursów geograficzno-etnograficznych, dotyczących Lidii, Persji, Babilonii, Egiptu, Scytii i innych. Konstrukcja Dziejów jest skomplikowanym złożeniem wzajemnie obejmujących się dygresji. Za źródła Dziejów posłużyły Herodotowi obserwacje własne, tradycja ustna różnych ludów i wcześniejsze teksty literackie. Nieraz przytacza wiele wersji danego zdarzenia, pozostawiając czytelnikowi możliwość wyboru. 
Dużą rolę w dziele odgrywają wyrocznie i znaki boskie, a historia ludzka jest rządzona przez boskie prawa karzące upadkiem za zbytnie powodzenie (hybris). Dzieło to uznaje się za pierwszą pracę historyczną, a dla późniejszych autorów, jak również współczesnych badaczy, stanowiło podstawowe źródło informacji o Grecji archaicznej, jak również o Persji i innych krajach Bliskiego Wschodu. Na język polski Dzieje przetłumaczyli Antoni Oppeln-Bronikowski i Seweryn Hammer.